# Krzemień

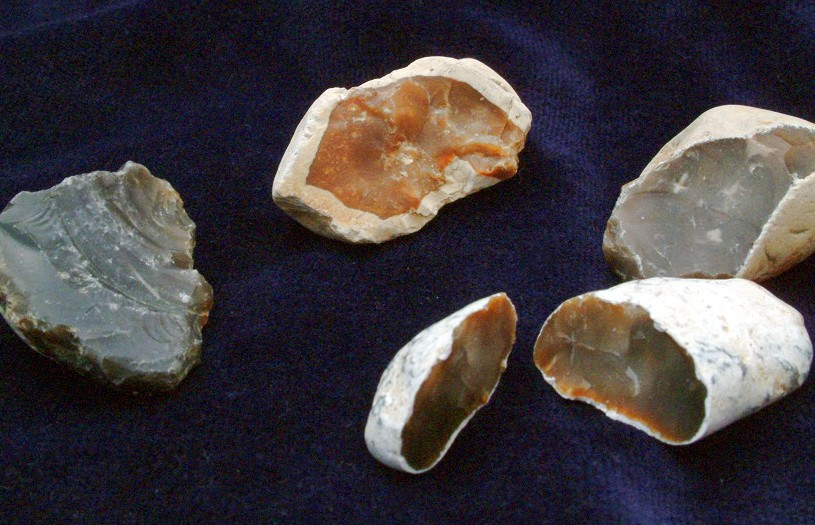
Krzemienie

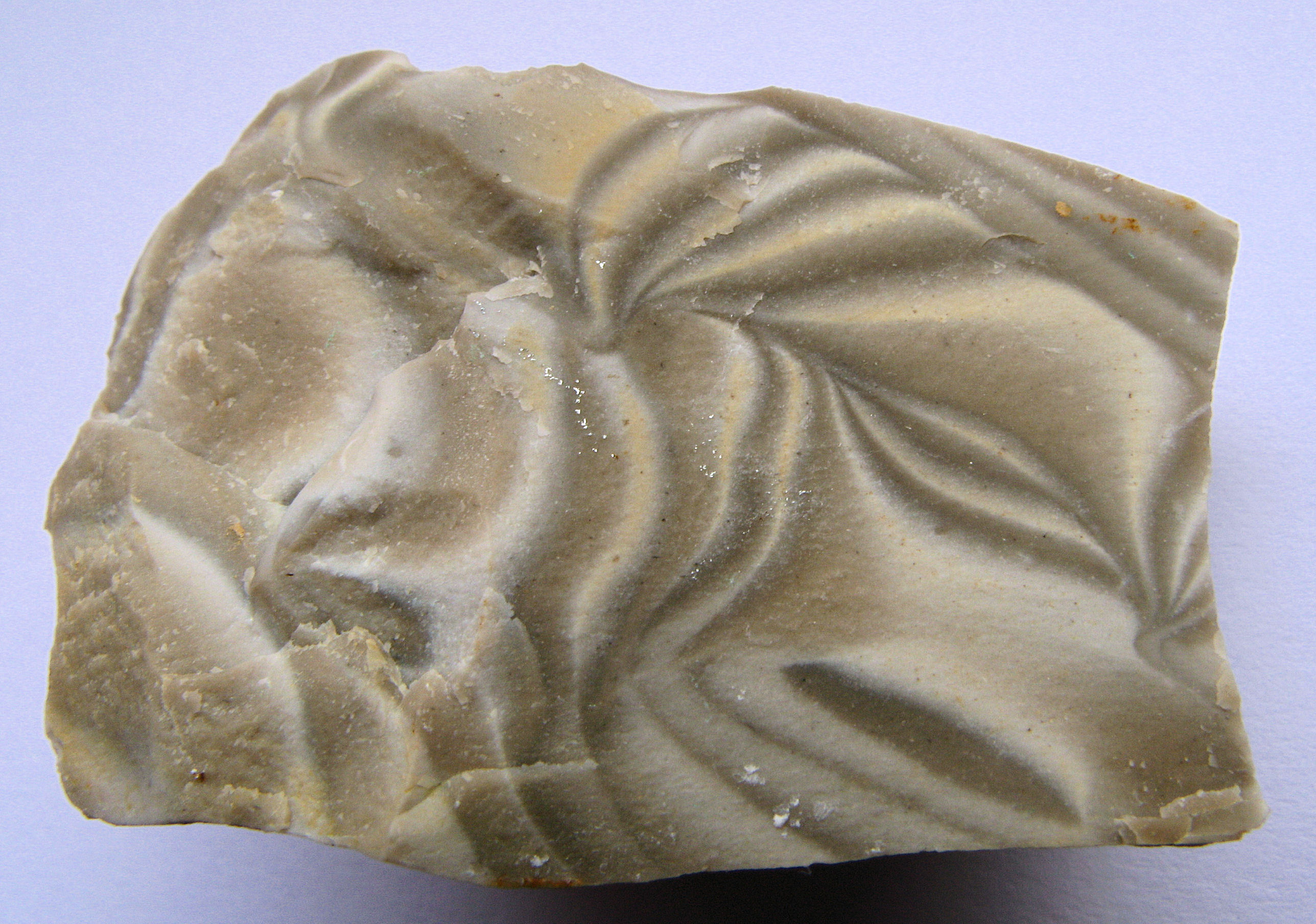
Krzemień pasiasty – ozdobna odmiana krzemienia. Polska

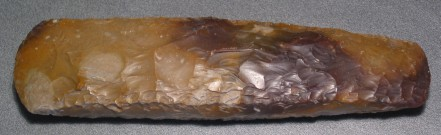
Siekierka krzemienna

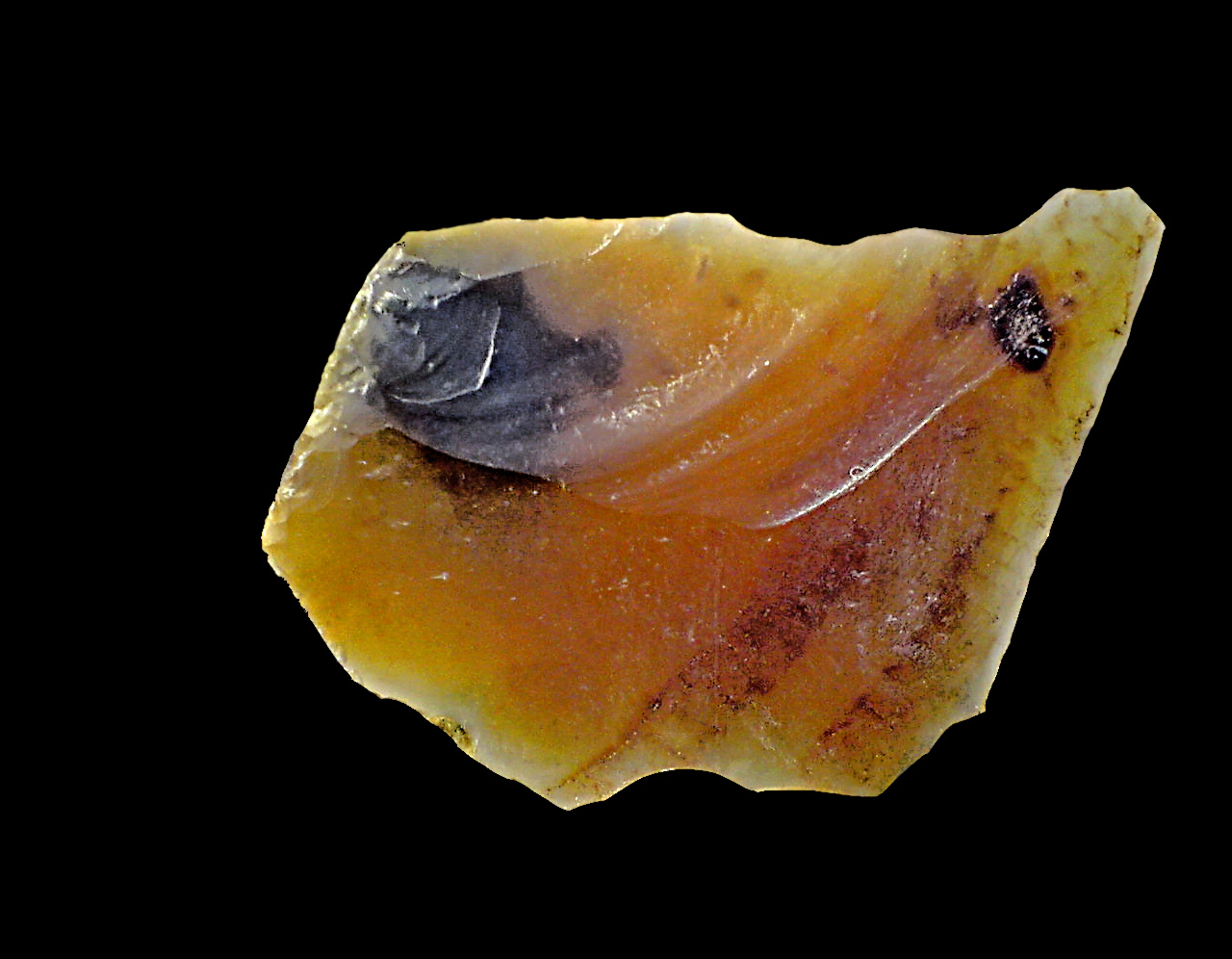
Krzemień

Krzemień – skała osadowa, skrytokrystaliczna, krzemionkowa (biochemiczna lub chemiczna), występująca w formie kulistych, bulwiastych, bochenkowatych lub soczewkowatych konkrecji w obrębie skał niekrzemionkowych takich jak wapienie, margle, dolomity. Konkrecje krzemienne mają ostre granice ze skałą otaczającą, co odróżnia je od czertu. Zwykle jest pokryty jasną korą krzemionkową, bardziej miękką od samego krzemienia. 
Przeważnie krzemienie są utworzone przez chalcedon, ewentualnie z domieszką opalu, rzadziej zaś przez chalcedon z domieszką kwarcu. Niekiedy zawierają skrzemionkowane skamieniałości różnych organizmów. 
Może mieć bardzo różną genezę. Krzemienie powstałe równowiekowo z osadem, który je otacza (syngenetyczne) mają często krzemionkę organiczną, pochodzącą z rozpuszczania szkieletów bezkręgowców, m.in. igieł gąbek krzemionkowych. Mogą też powstawać wtórnie, w obrębie skał znacznie starszych, w wyniku wytrącania się krzemionki z roztworów krążących szczelinami i pęknięciami.

## Właściwości
- Wzór chemiczny: SiO
2
- Układ krystalograficzny: trygonalny; mikrokrystaliczne skupienia
- Barwa: brązowa, szara, czerwona, czarna
- Rysa: biała, żółtawa, brązowa
- Twardość w skali Mohsa: 5,5–7
- Gęstość: 2,58–2,91
- Łupliwość: tak
- Przełam: muszlowy

Krzemienie były już wykorzystywane w starszej epoce kamienia, czyli paleolicie.

## Występowanie
Dobrej jakości krzemienia dostarczają: Egipt (Dżebel Moka), Argentyna (Patagonia), Kanada (Alberta), USA (Alaska, Wyoming), Australia.
Polska – na Przedgórzu Iłżeckim. Znane odmiany to:
- krzemień pasiasty, występuje na północ i wschód od Ostrowca Świętokrzyskiego, m.in. w rejonie Krzemionek, Iłży. Jest kamieniem jubilerskim.
- krzemień czekoladowy, spotyka się go w wychodniach od Iłży, przez Wierzbicę i Tomaszów w kierunku na północny zachód od Orońska.
- krzemień świeciechowski – Świeciechów.
- krzemień ożarowski – okolice Ożarowa.
- krzemień gościeradowski – Gościeradów Ukazowy (woj. lubelskie); odmiany różnią się barwą i deseniem.
- krzemień rejowiecki – Pagóry Chełmskie; złoża zalegają wokół Rejowca Fabrycznego.

Na całym obszarze Polski, dokąd dotarł lądolód plejstoceński, występują krzemienie przyniesione przez lądolód z terenów południowej Skandynawii oraz z dna Bałtyku.

## Zastosowanie
- Używany był od prehistorii przez człowieka jako materiał do wyrobu narzędzi, broni i do krzesania ognia. Był jednym z pierwszych surowców wydobywanych na skalę przemysłową, np. w Krzemionkach koło Ostrowca Świętokrzyskiego,
- Stosowany jako skałka w zamku skałkowym,
- Obecnie nadal jest surowcem w przemyśle ceramicznym i materiałów ściernych,
- Służy do wyrobu farb,
- Do produkcji kul stosowanych w młynach,
- Zastosowanie w jubilerstwie ograniczone. Wyrabia się przede wszystkim przedmioty artystyczne i dekoracyjne (blaty do stołów, popielniczki, stojaki do książek, przyciski do listów).